# Teinobasis carolinensis
Teinobasis carolinensis là một loài chuồn chuồn kim trong họ Coenagrionidae.
Teinobasis carolinensis được Lieftinck miêu tả khoa học năm 1962.